# Anacanthobatis folirostris
Espèce
Statut de conservation UICN

 DD  : Données insuffisantes
Anacanthobatis folirostris est une espèce de raies.